# 遠藤柳作
遠藤 柳作（えんどう りゅうさく、1886年3月18日 - 1963年9月18日）は、日本の政治家、官僚、実業家、弁護士。衆議院議員。貴族院議員。参議院議員。武蔵野銀行初代頭取。

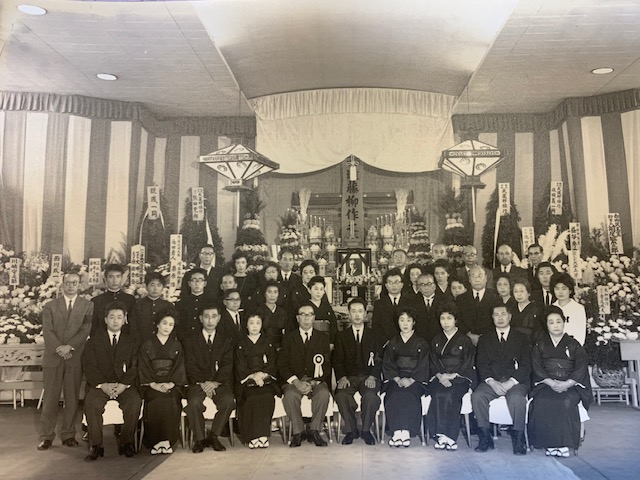

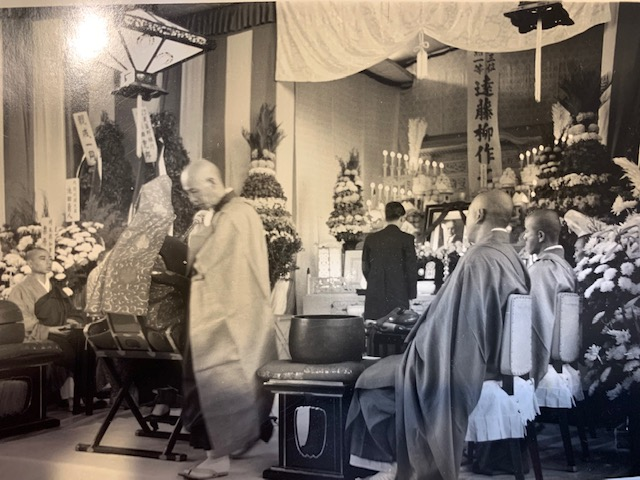

## 経歴
埼玉県北葛飾郡千塚村（現幸手市）生まれ。遠藤幸五郎の二男。第二高等学校を経て、1910年、東京帝国大学法科大学独法科を卒業後、文官高等試験に合格し、内務省に入る。朝鮮総督府に入り試補、同書記官、同秘書官を務めた。1920年、東京府産業部長、次いで千葉県内務部長、青森・三重県知事を歴任した。
1928年、埼玉3区から立憲政友会に属して衆議院議員となった。弁護士を開業し、武蔵野鉄道会社社長に就任。神奈川県・愛知県知事を経て、1933年、満洲国国務院総務庁長に就任した。1936年、貴族院議員に勅選された。1939年、阿部内閣の内閣書記官長に就任した。1944年、朝鮮総督府政務総監に就任した。敗戦後、公職追放になったが、解除後1952年、武蔵野銀行創立委員となり、初代頭取に就任した。1955年、参議院埼玉県地方区補欠選挙に無所属で当選し、1956年の任期満了まで参議院議員を1年間務めた。
1963年9月18日死去、77歳。死没日をもって正四位から従三位に叙される。

## 人物
趣味は武道。宗教は曹洞宗。貴族院多額納税者議員選挙の互選資格を有した。
1945年、日本の敗戦による赴任地の朝鮮での戦後処理を見越し、朝鮮人の独立運動家である呂運亨と行政権移譲などの事前交渉を水面下で行い、8月15日に昭和天皇が玉音放送でポツダム宣言受諾による降伏を（朝鮮人を含む）日本国民に発表した当日の夜に呂らが朝鮮建国準備委員会を発足するのを支援したともされる（「呂運亨」の項目を参照）。

## 栄典・授章・授賞
- 1937年（昭和12年）2月23日 - 勲二等瑞宝章・昭和六年乃至九年事変従軍記章[5]
- 1963年（昭和39年）9月13日 - 勲一等瑞宝章[6]
- 1963年（昭和39年）9月18日 - 従三位

## 家族・親族
遠藤家
埼玉県北葛飾郡行幸村
- 父・幸五郎[1]
- 母・そよ（埼玉県、山中祐右衛門の二女）[1]
- 妻・タネ（埼玉県、横川重次の姉）[1]

1892年 -
- 子（男、女）[1]

親戚
- 横川重次（埼玉県多額納税者、農業、製材業、政治家） - 妻の弟

## 略歴
- 早稲田中学校、第二高等学校を経て、
- 1910年（明治43年） - 東京帝国大学卒業、高等文官試験に合格、内務省に入り[2]、朝鮮総督府勤務
- 1920年（大正9年） - 東京府産業部長、千葉県内務部長、青森県知事、三重県知事
- 1928年（昭和3年） - 衆議院議員、武蔵野鉄道会社社長
- 1931年（昭和6年） - 神奈川県知事
- 1932年（昭和7年） - 愛知県知事
- 1933年（昭和8年） - 国務院総務庁長就任（ - 1935年）
- 1936年（昭和11年） - 4月28日、貴族院議員勅選[7]（- 1946年2月16日[8]）
- 1939年（昭和14年） - 阿部内閣内閣書記官長就任
- 1943年（昭和18年） - 東京新聞社長
- 1944年（昭和19年） - 朝鮮総督府政務総監
- 1952年（昭和27年） - 武蔵野銀行創立委員長老、初代頭取
- 1955年（昭和30年） - 参議院議員
- 1956年（昭和31年） - 武蔵野銀行取締役会長に就任。
- 1963年（昭和38年） - 没